# Dave Campbell
David Hector « Dave » Campbell (né le 11 septembre 1925, à Vancouver, au Canada, et mort le 28 décembre 2015) est un ancien joueur canadien de basket-ball.